# Kokey
Kokey är ett arrondissement i kommunen Banikoara i Benin. Den hade 11 715 invånare år 2002.